# エルンスト・シュレーダー (数学者)
フリードリヒ・ヴィルヘルム・カール・エルンスト・シュレーダー（独: Friedrich Wilhelm Karl Ernst Schröder、ドイツ語発音: [ˈʃʁøːdɐ]、1841年11月25日 - 1902年6月16日
）は、ドイツの数学者。主に代数論理学分野で活躍した。数理論理学史における重要人物であり、ブールや、ド・モルガン、マッコール、パースの仕事の要約と拡張に貢献した。シュレーダーの3巻から成る不朽の書籍 Vorlesungen über die Algebra der Logik（1890 - 1905）では、今日の形式論理学の様々な体系を整えることによって、20世紀の時代に数理論理学を独立の分野として体現させる基底を築いた。 

## 経歴
オットー・ヘッセ、グスタフ・キルヒホフ、フランツ・ノイマンらの下に、ハイデルベルク大学、ケーニヒスベルク大学で学んだ。数年間を教育活動に費やし、1874年にダルムシュタット工科大学に移動した。2年後、カールスルーエ工科大学の数学科に職を得て、晩年をここで過ごした。生涯、結婚することがなかった。

## 功績
シュレーダーの形式代数学と形式論理学における初期の作品は、ジョージ・ブールとオーガスタス・ド・モルガンの作品を知らずに書かれたものであった。代わりに、オームやハンケル、ヘルマン・グラスマン、ロベルト・グラスマンらの作品を参照していた。その後、チャールズ・サンダース・パースの包摂や量化などの概念を自身の論文に加えた。
シュレーダーは代数学、集合論、束論、順序集合と順序数の分野にも貢献している。1898年、ベルンシュタインの定理（カントール–ベルンシュタイン–シュレーダーの定理）を発見したが、シュレーダーの証明には誤りがあった。その後、フェリックス・ベルンシュタインが博士論文にて正しい証明を発表した。
Schröder (1877) は、代数学と論理学におけるブールのアイデアを簡潔に紹介している。 この論文によって、ブールの作品がヨーロッパ大陸中に広まった。シュレーダーはグラスマン兄弟、とりわけロベルト・グラスマンの Formenlehre に影響を受けていた。また、ブールと違って、シュレーダーは順序集合における双対性を十分に評価していた。ジョン・ベンとクリスティーン・ラッド＝フランクリンはシュレーダーのこの短い書籍を細かく引用している。パースはジョンズ・ホプキンズ大学の講義にシュレーダーのこの著作を使用した。

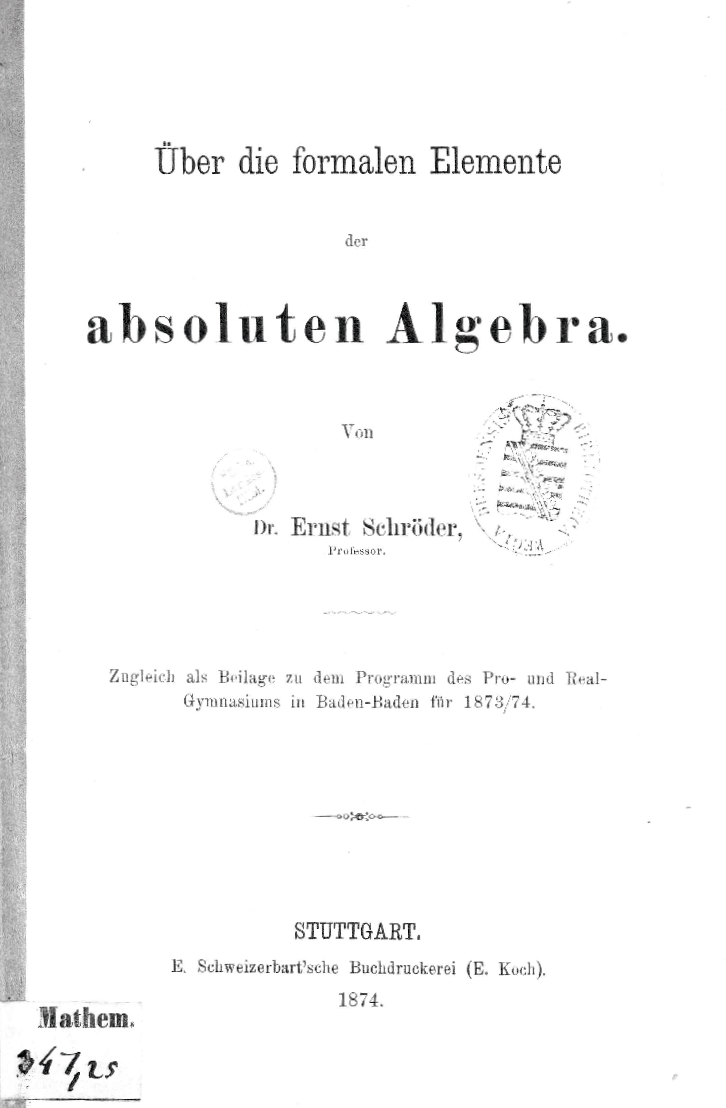
"Über die formalen Elemente der absoluten Algebra" （『絶対代数学の形式要素』）の初版の表紙

1890年から1905年までに執筆された、3巻からなる連作 Vorlesungen über die Algebra der Logik は、シュレーダーが自費で出版を賄った。19世紀末までの代数論理学の歴史を包括的かつ学術的に調査して、20世紀に数理論理学が独立の分野として現れる際に大きな影響を与えた。関係の合成を積として捉え、ブール代数を関係の計算へと発展させた。
Vorlesungen は作品として非常に長大であり、その一部が英語に訳されている。Brady (2000) には Vorlesungen 全体の議論とともに掲載されている。

## 影響
述語論理の初期の発展におけるシュレーダーの影響は、主にパースの量化の作品によって広められ、フレーゲやペアノらの作品ほどの大きさを誇った。『プリンキピア・マテマティカ』に普及した関係性の概念は Vorlesungen に多大な影響を受けた。 Vorlesungen は『プリンキピア』の序文や、バートランド・ラッセルのThe Principles of Mathematicsに引用されている。
フレーゲは、シュレーダーの研究を見逃し、その後の歴史的議論では、フレーゲを先駆者とする意見が優勢となった。

## 著作
- Schröder, E (1877). Der Operationskreis des Logikkalküls. Leipzig: B.G. Teubner
- Schröder, E.. Vorlesungen über die Algebra der Logik. Leipzig: B.G. Teubner、1966年に、Chelsea、2000年に Thoemmes Press が再販している。
  - Vorlesungen über die Algebra der Logik (Exakte Logik), Volume 1,
  - Vorlesungen über die Algebra der Logik (Exakte Logik), Volume 2, Abt. 1
  - Vorlesungen über die Algebra der Logik (Exakte Logik), Volume 2, Abt. 2
  - Algebra und Logik der Relative, der Vorlesungen über die Algebra der Logik 3, Volume 3, Abt. 1
- Schröder, E. (1898). “Über zwei Definitionen der Endlichkeit und G. Cantor'sche Sätze”. Abh. Kaiserl. Leop.-Car. Akad. Naturf 71:  301–362.

### 訳書
- Brady, Geraldine (2000). From Peirce to Skolem. North Holland